# Parcival Módolo
Parcival Módolo (Americana, 15 de julho de ?) é um maestro brasileiro.

## Carreira
Depois de estudar, ensinar e reger nas principais cidades brasileiras, o maestro Parcival Módolo foi para a Alemanha, onde, por quatro anos, completou seus estudos de regência na Westfälische Landeskirchenmusikschule, em Herford, onde obteve grau de mestrado com especialização em música dos séculos XVII e XVIII. Enquanto lá esteve, regeu várias orquestras como maestro convidado e tornou-se titular da Orquestra de Sunden, na Vestefália.
Foi discípulo de Nikolaus Harnoncourt, Zubin Mehta, M. Stefani e Sergiu Celibidache. Em 1989, a convite da Universidade da Califórnia em San Diego, foi aos Estados Unidos lecionar naquela universidade, e recebeu bolsa de estudos para o doutorado na Universidade do Sul da Califórnia, em Los Angeles. Como professor tem sido convidado para aulas especiais, bancas de pós-graduação e palestras, em diferentes universidades brasileiras e do exterior.  
É coordenador geral da divisão de arte e cultura do Instituto Presbiteriano Mackenzie, em São Paulo, e membro da American Choral Directors Association (ACDA). 
Alem de sua formação musical, é mestre em Ciências da Religião pela Universidade Presbiteriana Mackenzie, interesse que surgiu enquanto desenvolvia estudos na área da música sacra dos períodos imediatamente pré e pós Reforma protestante, para compreensão mais ampliada das questões de retórica e dos símbolos musicais na obra dos compositores pós-reforma, especialmente J. S. Bach. É coordenador do curso livre de música sacra do Seminário Teológico Presbiteriano Reverendo José Manoel da Conceição (Seminário JMC), na cidade de São Paulo.
Dirige regularmente diferentes orquestras brasileiras e, no exterior, é Gastdirektor da Orquestra do Teatro da Ópera de Bielefeld, na Alemanha, e maestro visitante da Orquestra Sinfônica de San Diego. Em 2003 foi nomeado consultor oficial do Festival Internacional de Música de Cuzco e, em 2004, maestro permanente das orquestras jovem e juvenil de Lima, no Peru. Honraria semelhante foi-lhe outorgada pela Orquestra Nacional de Cuba, com sede em Havana. Em 2006, convidado para dirigir o encontro anual de regentes e o festival de música em Santa Cruz de La Sierra, na Bolívia, foi nomeado coordenador do encontro e diretor da orquestra e do coral para todas as próximas edições do festival.
No Brasil, estruturou a Orquestra Sinfônica Municipal de Americana, tornando-se seu regente titular e diretor artístico por 14 anos, até 1998. Atualmente é diretor artístico da Orquestra Sinfônica de Ribeirão Preto, e maestro principal da Orquestra Sinfônica Collegium Musicum de Potsdam, na Alemanha. 